# 태정 (원)
태정(泰定, 1324년 ~ 1328년 2월)은 원나라 태정제(泰定帝) 예순테무르 칸의 첫번째 연호이다. 4년 2개월 가량 사용하였다.

## 개원
- 지치(至治) 3년 12월 30일[1](율리우스력 1324년 1월 26일)에 연호를 태정(泰定)으로 정하고, 다음 해 1월 1일[2](율리우스력 1324년 1월 27일)에 개원함.[3][4][5][6]

- 태정(泰定) 5년 2월 27일[7](율리우스력 1328년 4월 7일)에 연호를 치화(致和)로 개원함.[8][4][9][6]

## 연대 대조표
| 태정 | 서기(西紀) | 간지(干支) |
| 원년 | 1324년     | 갑자(甲子) |
| 2년  | 1325년     | 을축(乙丑) |
| 3년  | 1326년     | 병인(丙寅) |
| 4년  | 1327년     | 정묘(丁卯) |
| 5년  | 1328년     | 무진(戊辰) |

## 동시대 연호

### 베트남
- 카이타이(開泰) (1324년 ~ 1329년)

### 일본
- 겐코(元亨) (1321년 ~ 1324년)
- 쇼추(正中) (1324년 ~ 1326년)
- 가랴쿠(嘉曆) (1326년 ~ 1329년)

## 같이 보기
- 중국의 연호